# Salamish

Territorios de los sultanes mamelucos bahríes de Egipto y del vecino Ilkanato.

Al-Malik al-ʿAdil Salamish fue un sultán mameluco de Egipto, hermano de su predecesor en el cargo, al-Said Barakah, e hijo como este del también sultán Baibars. Sultán títere de transición, reinó apenas durante tres meses y medio a partir de agosto de 1279.

## Sultán
Cuando los notables del sultanato se rebelaron contra su hermano al-Said Barakah en agosto de 1279 y lograron que abdicase, entregaron el trono a Salamish, que por entonces apenas contaba siete años. Los rebeldes habían ofrecido en principio el título a Qalawun, que lo rechazó modestamente indicando que no se había rebelado para obtenerlo y que prefería que se entronizase a otro hijo del difunto Baibars. El gesto le granjeó todas las voluntades de los emires principales. Qalawun quedó como atabeg —a la vez jefe del Ejército y tutor del sultán menor de edad— de Salamish, el nuevo soberano. Durante el corto reinado, Qalawun se dedicó a reforzar su posición, apartando a los posibles rivales, minando la posición de los mamelucos zahiríes —libertos de Baibars, padre del sultán— y reuniendo en torno a sí a sus conmilitones salahíes —manumitidos durante el reinado del ayubí al-Salih Ayyub, como lo había sido él—.
En diciembre, los emires de centuria reiteraron su preferencia porque Qalawun obtuviese el título de sultán y Salamish fue derrocado y desterrado a Kerak, la misma fortaleza donde meses antes se había enviado a su hermano mayor.
En febrero de 1268, regresó a El Cairo, invitado junto con su hermano Jidhr a residir en la ciudadela por el sultán Qalawun.